# Namegata
Namegata (行方市, Namegata-shi) é uma cidade japonesa localizada na província de Ibaraki.
Em 2020, a cidade tinha uma população estimada em 32.144 habitantes em 11.412 domicílios e uma densidade populacional de 144,5 h/km². A área total da cidade é de 222,48 km².
Recebeu o estatuto de cidade em 2 de Setembro de 2005. A cidade foi fundada com a fusão das vilas de Aso, Kitaura e Tamatsukuri do distrito de Namegata.

## Geografia
Namegata está localizada no centro-sul da província de Ibaraki, margeada pelo Lago Kasumigaura a leste e pelo Lago Kitaura a oeste. Está localizada a cerca de 70 quilômetros do centro de Tóquio e a cerca de 40 quilômetros da capital da prefeitura, Mito.

## Municípios vizinhos

### Prefeitura de Ibaraki
- Kashima
- Itako
- Kasumigaura
- Hokota
- Omitama

## Clima
Namegata tem um clima continental úmido (Köppen Cfa) caracterizado por verões quentes e invernos frios com neve leve. A temperatura média anual em Namegata é de 14,1 °C. A média anual de chuvas é de 1410 mm com setembro como o mês mais úmido. As temperaturas são mais altas em média em agosto, em torno de 25,8 °C, e as mais baixas em janeiro, em torno de 3,4 °C.

## História
Durante o período Edo, partes do que mais tarde se tornou a cidade de Namegata estavam sob o controle do Domínio de Asō, um domínio feudal sob o xogunato Tokugawa. As cidades de Asō e Tamazukuri foram criadas com a criação do moderno sistema de municípios em 1º de abril de 1889. A vila de Kitaura foi fundada em 1º de abril de 1955, e elevada ao status de cidade em 1 de outubro de 1997. As três cidades se fundiram para formar a cidade de Namegata em 2 de setembro de 2005.

## Economia
A economia de Namegata é principalmente a agricultura, com a aquicultura no Lago Kasumigaura assumindo um papel predominante.

## Transporte

### Rodovias
- Rota Nacional 354
- Rota Nacional 355

## Galeria de Imagens

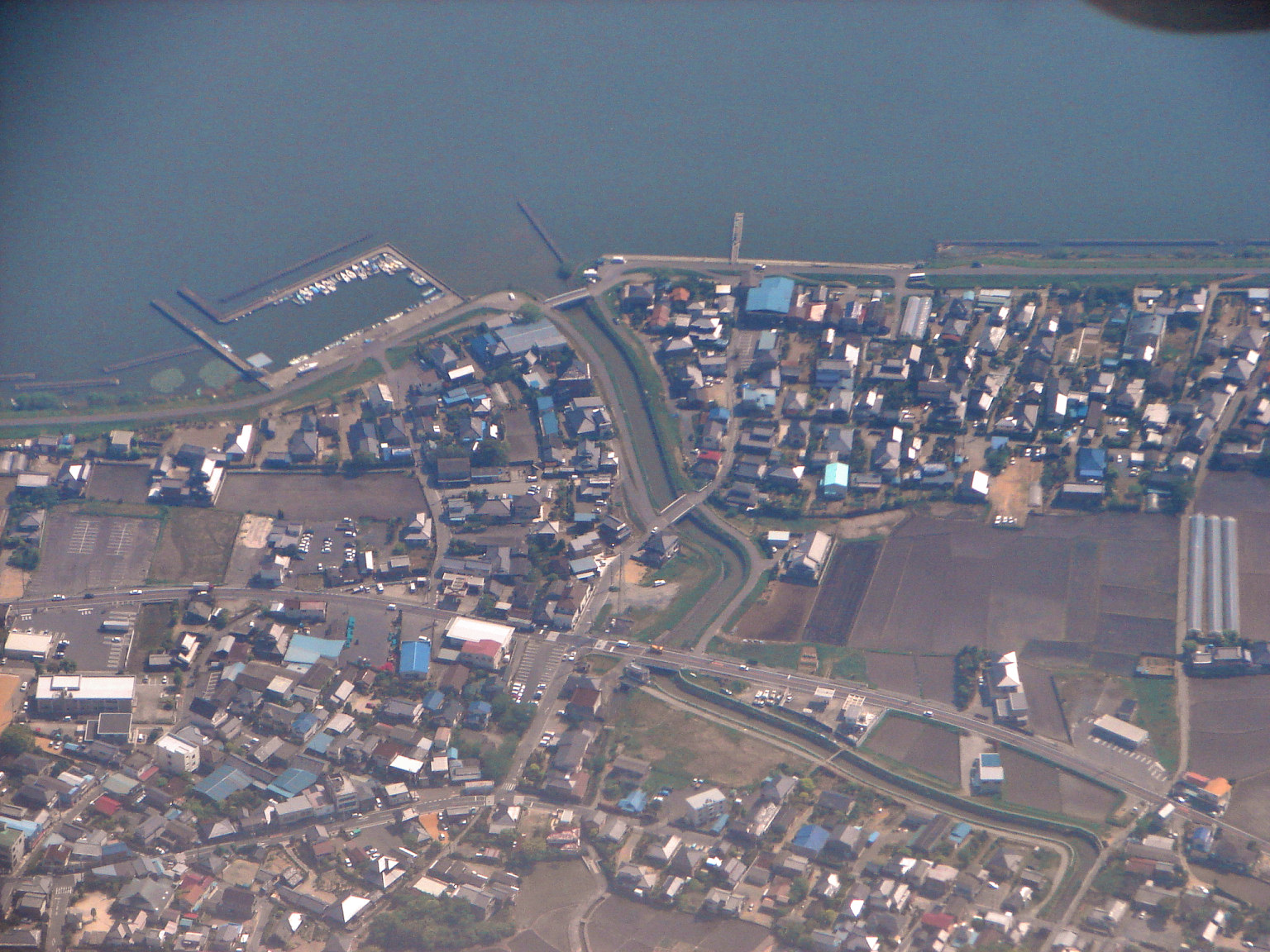
Vista aérea de Namegata
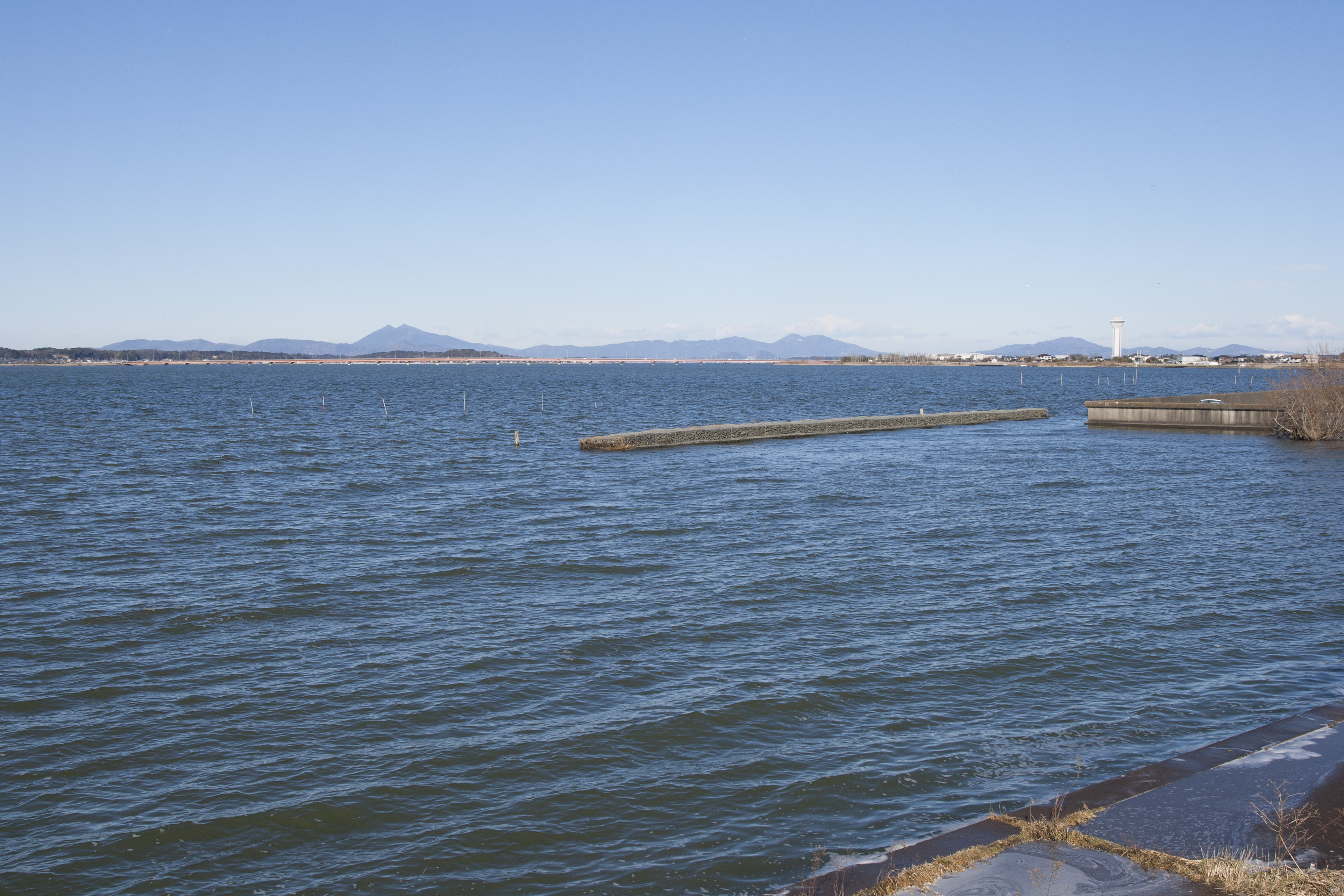
Lago Kasumigaura em Namegata